# San Martín de Trevejo
San Martín de Trevejo este un oraș din Spania, situat în provincia Cáceres din comunitatea autonomă Extremadura. Are o populație de 927 de locuitori.